# Split

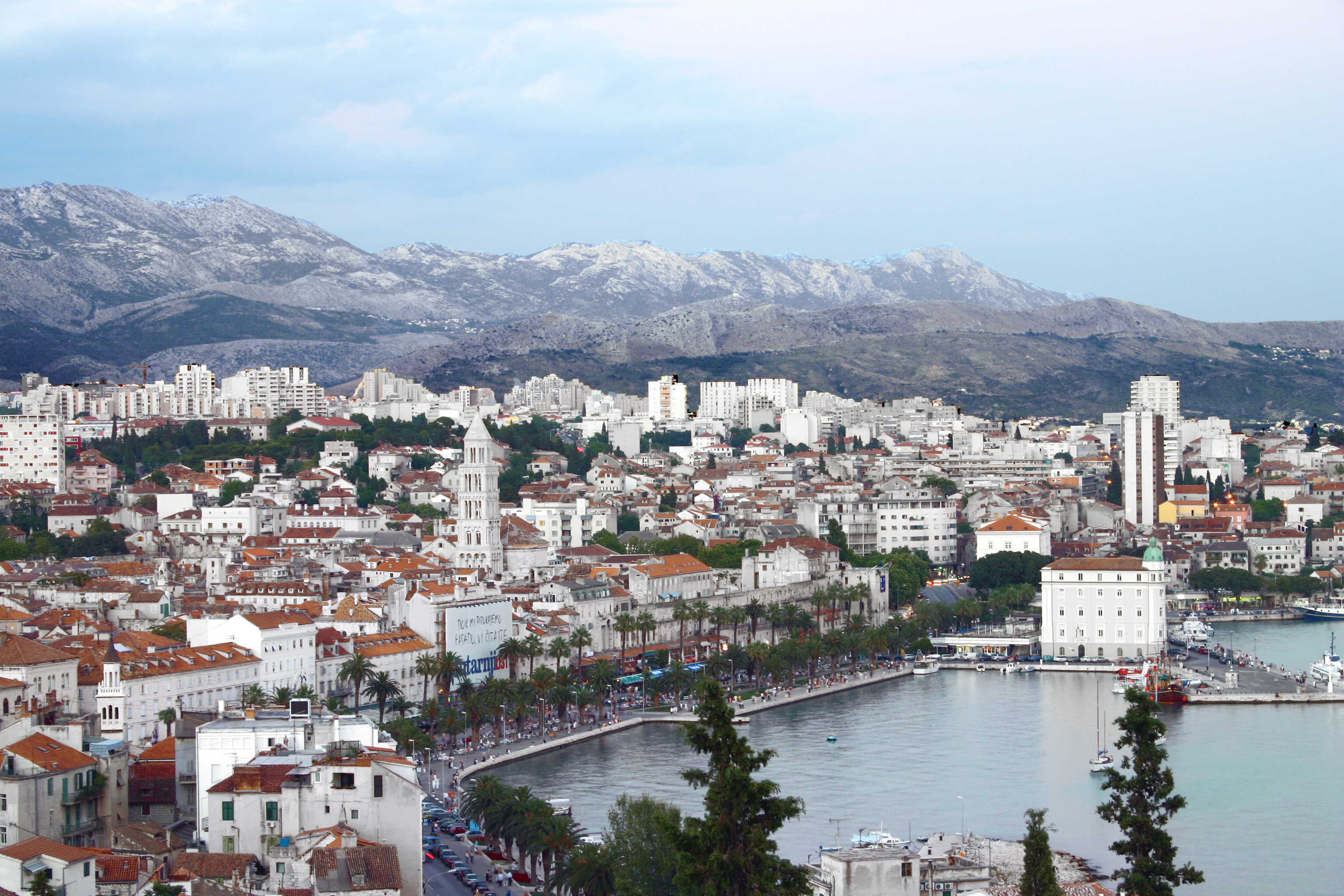
Split vanaf de Marjanheuvel

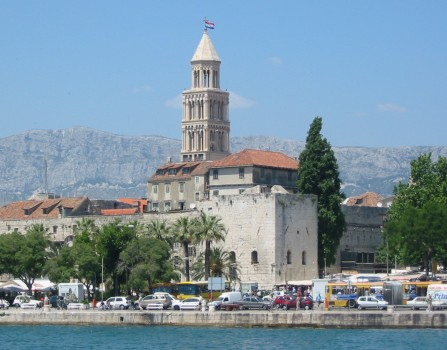
Split gezien vanuit de haven

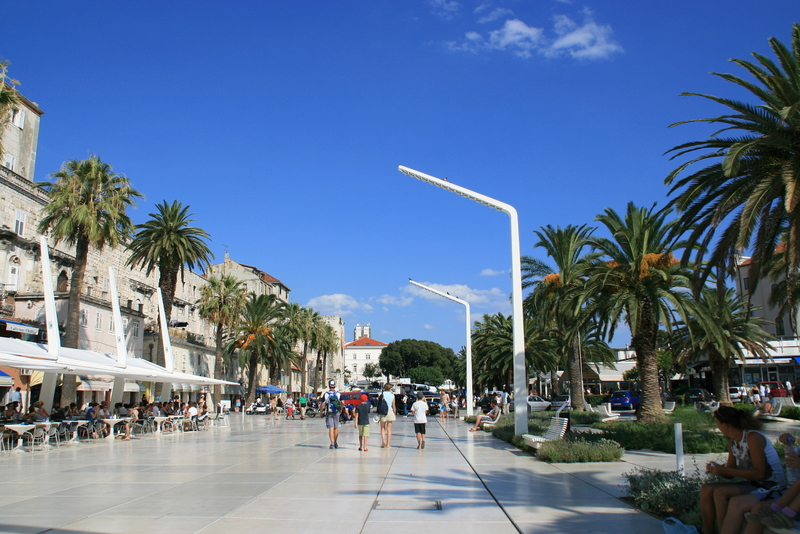
Boulevard (Riva)

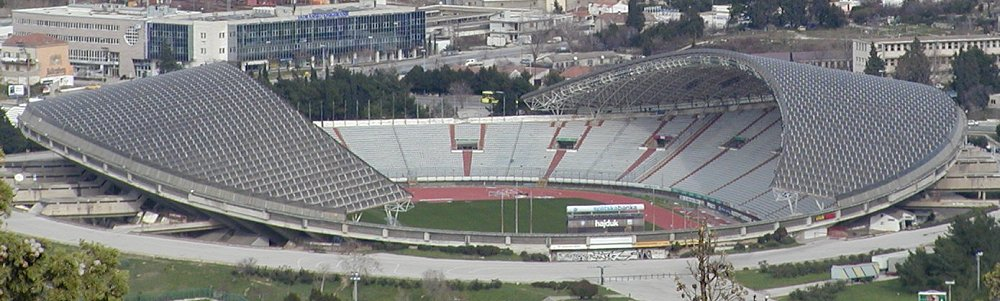
Poljud Stadion

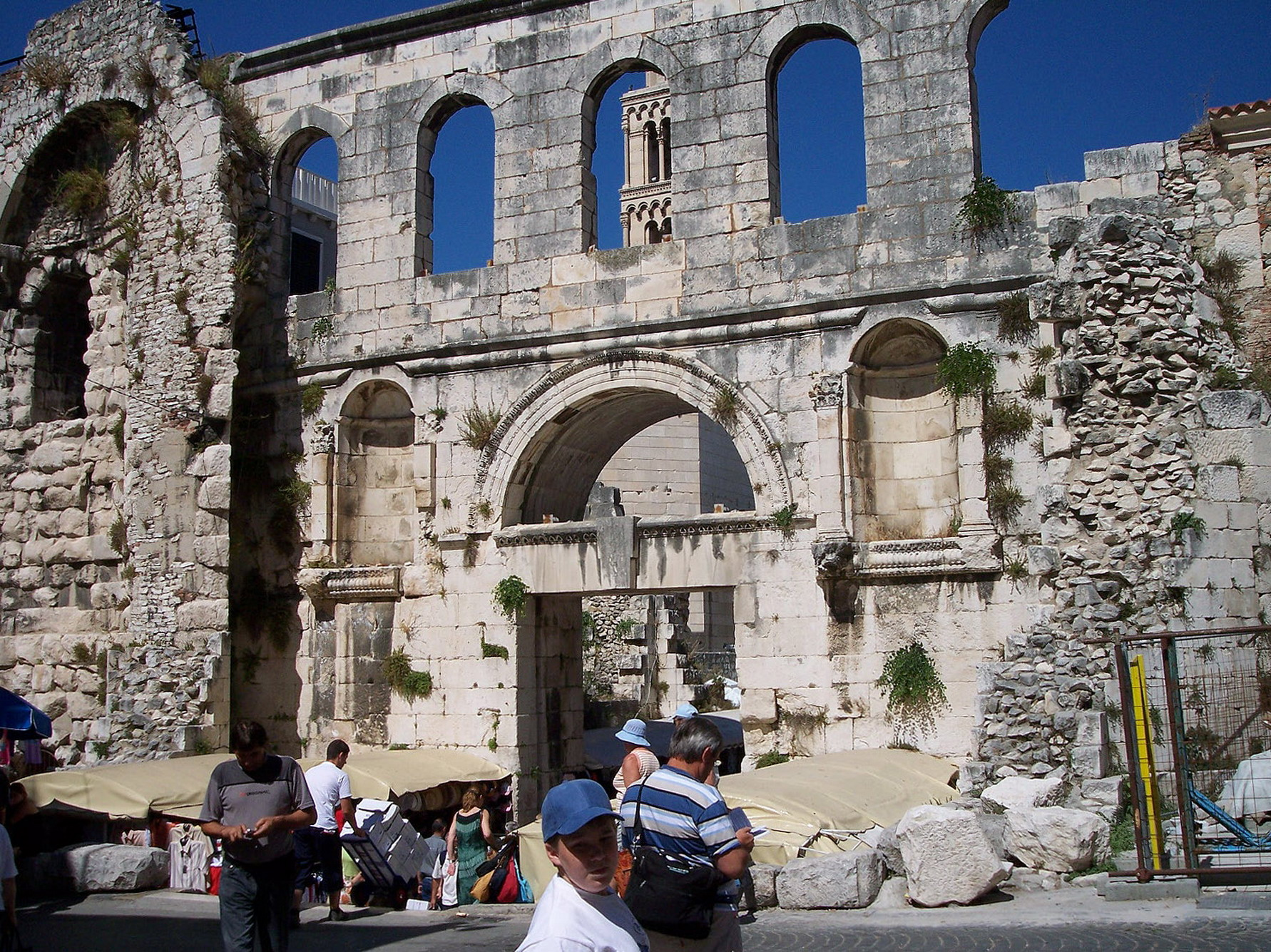
Muren van het Romeinse paleis

Split (Italiaans: Spalato; Hongaars: Spalató) is de grootste en belangrijkste stad in Dalmatië. De stad had in 2021 160.577 inwoners en is daarmee de tweede stad van Kroatië. De havenstad is gelegen op een klein schiereiland in de Adriatische Zee en is een belangrijke economische en toeristische transitstad. Vanuit de haven kunnen namelijk meerdere Adriatische eilanden en Italiaanse steden worden bereikt.
De stad is de belangrijkste stad in zuidelijk Kroatië en wordt in de volksmond de hoofdstad van Dalmatië genoemd, hoewel het officieel slechts de status heeft van hoofdplaats van de provincie Split-Dalmatië. De belangrijkste economische activiteit in Split is het toerisme. Daarnaast zijn visserij, wijnbouw en chemische industrie belangrijk. Het is ook een belangrijk verkeersknooppunt voor Dalmatië, doordat veel van de Dalmatische eilanden uitsluitend vanuit de haven van Split bereikbaar zijn. Het eiland Brač ligt tegenover de stad Split. Aan de westrand van het centrum ligt de beboste heuvel Marjan, met daarop enkele kerkjes, een dierentuin en een begraafplaats.

## Naam
De stad is gesticht als de Griekse kolonie Aspálathos (Ασπάλαθος) of Spálathos (Σπάλαθος) in de 6e eeuw voor Christus en vernoemd naar de Calicotome spinosa, een doornstruik die slechts in bepaalde landen rondom de Middellandse Zee groeit. Toen de stad een onderdeel werd van het Romeinse Rijk werd de stad Spalatum genoemd. Deze naam ontwikkelde zich in de middeleeuwen in Spalatro. Dit was dan ook de naam van de stad in het Dalmatisch. De Venetiaanse naam werd hieruit Spalato. De Slavische namen voor de stad waren Spljet en Split, wat uiteindelijk de naam werd van de stad.
Vroeger ging men ervan uit dat de naam van de stad van het Latijnse palatium kwam, wat paleis betekent. Dit zou dan een verwijzing zijn naar het Paleis van Diocletianus, de belangrijkste trekpleister van de stad.
Niet meer gangbaar:
- Oudgrieks: Ασπάλαθος/Σπάλαθος (Aspálathos/Spálathos)
- Latijn: Spalatum
- (Middeleeuws) Dalmatisch: Spalatro
- Zuid-Slavische dialecten: Spljet/Split

Gangbaar:
- Italiaans (en Venetiaans): Spalato
- Hongaars: Spalató
- Kroatisch: Split

## Geschiedenis
Het hart van Split wordt gevormd door het paleis van Diocletianus. De Romeinse keizer Diocletianus beval omstreeks het jaar 300 tot de bouw van dit paleis. Deze gebeurtenis wordt meestal beschouwd als het begin van het bestaan van de stad Split. In de 7e eeuw vestigden zich in het enorme gebouw de eerste stadsbewoners, gevlucht uit Salona (het huidige Solin), dat enkele kilometers naar het noorden lag, nadat die stad geplunderd werd door de Avaren.
Ook nu nog wordt het centrum van Split gevormd door het oude paleis, waarin huizen, winkels, markten, paleizen en kerken zijn gevestigd. Het meest beeldbepalend is wellicht de Kathedraal van Sint-Domnius, genoemd naar Domnius, de beschermheilige van de stad. Deze rooms-katholieke kathedraal is ontstaan rondom het mausoleum van christenvervolger Diocletianus, dat nu het hart van de kathedraal is. De middeleeuwse klokkentoren, herbouwd in 1908, torent fier boven de stadsmuur uit. In 1979 werd het paleis van Diocletianus, en daarmee een groot deel van het stadscentrum, op de Werelderfgoedlijst geplaatst.
Vanaf 1420 behoorde Split tot Venetië, en in 1797 viel het toe aan Oostenrijk-Hongarije. In 1918, na de Eerste Wereldoorlog, viel Oostenrijk-Hongarije uiteen en ging Split met Dalmatië horen bij het Koninkrijk van Serviërs, Kroaten en Slovenen dat toen werd opgericht. Dit koninkrijk ging in 1929 Joegoslavië heten. Gedurende de jaren 1941 - 1943 maakte Split deel uit van Italië, maar na de Tweede Wereldoorlog kwam het weer in bezit van Joegoslavië.
Hoewel Split altijd de grootste en belangrijkste stad van Dalmatië was, is het toch nooit de hoofdstad van die regio geweest. In de Venetiaanse en Oostenrijkse tijd was Zadar de officiële hoofdstad. Sinds 1992 maakt Split deel uit van de onafhankelijke Republiek Kroatië en is de stad de hoofdstad van de provincie Split-Dalmatië.

## Klimaat
| Maand                  | jan | feb | mrt | apr | mei | jun | jul | aug | sep | okt | nov | dec | Jaar  |
| ---------------------- | --- | --- | --- | --- | --- | --- | --- | --- | --- | --- | --- | --- | ----- |
| Gemiddeld maximum (°C) | 9   | 10  | 13  | 16  | 20  | 25  | 28  | 28  | 24  | 19  | 15  | 11  | 18,16 |
| Gemiddeld minimum (°C) | 5   | 5   | 8   | 11  | 14  | 18  | 21  | 21  | 18  | 14  | 11  | 6   | 12,6  |
|                        |     |     |     |     |     |     |     |     |     |     |     |     |       |
| Neerslag (mm)          | 51  | 40  | 33  | 32  | 27  | 30  | 21  | 9   | 30  | 42  | 51  | 42  | 408   |
| Bron: Weer in Split    |     |     |     |     |     |     |     |     |     |     |     |     |       |

## Transport
Split is een belangrijk verkeersknooppunt in Dalmatië. Via de autosnelweg A1 staat de stad in verbinding met Zagreb; deze weg loopt naar het zuiden door tot Ploče en de bedoeling is dat de weg wordt verlengd tot Dubrovnik. Het verkeer richting Dubrovnik moet deels nog over de bochtige grotendeels tweebaanskustweg, de D8 (Jadranska Magistrala).
Split heeft een drukke haven met veerverbindingen naar veel Dalmatische eilanden, maar ook naar Ancona in Italië. Deze worden allen door Jadrolinija verzorgd. Bij de haven bevindt zich het drukke busstation, vanwaar bussen naar allerlei steden in Kroatië, Bosnië en Herzegovina en West-Europa vertrekken. Achter het busstation is het veel rustigere treinstation van Split.
Het openbaar vervoer in de stad zelf en de agglomeratie vindt voornamelijk per bus plaats. Men is wel bezig een premetro aan te leggen, maar de voltooiing daarvan zal nog enkele jaren op zich laten wachten.
De luchthaven van Split bevindt zich bij Trogir. Naar dit vliegveld gaan directe bussen en, via de zeven Kastel-stadjes, stadsbussen. Men plant voor de toekomst een premetrolijn naar het vliegveld.

## Sport
De grootste sportevenementen die de stad heeft georganiseerd waren de Middellandse Zeespelen van 1979 en de Europese kampioenschappen atletiek van 1990. Voor de Middellandse Zeespelen werd het Poljud Stadion gebouwd, dat een capaciteit heeft van 35.000 toeschouwers (destijds 55.000). In 2009 organiseerde Split het WK handbal voor mannen, waarvoor een nieuwe sportarena met een capaciteit van 13.000 toeschouwers gebouwd werd.
De grootste en meest populaire voetbalclub van Split is Hajduk Split. Hajduk werd elf keer kampioen van Joegoslavië en zes keer van Kroatië. Hajduk werkt zijn thuiswedstrijden af in het Poljud Stadion. De tweede club van Split is RNK Split.
Naast voetbal is basketbal ook heel populair in Split. KK Split heeft door drie keer achter elkaar de EuroLeague Men te winnen (1989-1991) een record in handen. Met Goran Ivanišević en Mario Ančić heeft Split twee (ex-)toptennissers geleverd.
Zwemmen heeft een lange traditie in Split, met Đurđica Bjedov (gouden medaille op de Olympische Zomerspelen 1968), Duje Draganja en Vanja Rogulj als de bekendste zwemmers. Aan de rand van het centrum staat een stadionnetje voor waterpolo.
Picigin is een traditionele lokale sport (daterend uit 1908), die op het zandstrand van Bačvice gespeeld wordt. Het wordt door vijf spelers gespeeld in ondiep water (tot de enkel) en met een kleine bal. De traditie is om het spel op nieuwjaarsdag te spelen, ongeacht het weer en de watertemperatuur.

## Stedenbanden
- Los Angeles (Verenigde Staten)
- Ostrava (Tsjechië)
- Punta Arenas (Chili)

## Geboren in Split
- Marko Marulić (1450–1524), dichter
- Leonardo Salimbeni (1752–1823), militair ingenieur en docent van de Militaire School van Verona (republiek Venetië)
- Franz von Suppé (Francesco Cavaliere Suppé Demelli, 1819–1895), componist van operettes
- Tomislav Ivić (1933–2011), voetbalcoach
- Ivo Trumbić (1935–2021), waterpolospeler en -trainer
- Zvonko Bego (1940–2018), voetballer
- Vinko Cuzzi (1940–2011), voetballer
- Jure Jerković (1950), voetballer
- Ivo Sanader (1953), politicus en minister-president
- Branko Cikatić (1955–2020), kickbokser
- Frane Bućan (1965), voetballer
- Slaven Bilić (1968), voetballer en coach
- Toni Kukoč (1968), basketballer
- Zlatko Arambašić (1969), Kroatisch voetballer
- Ivica Vastić (1969), Oostenrijks voetballer
- Darko Butorović (1970), voetballer
- Tomislav Erceg (1971), voetballer
- Goran Ivanišević (1971), tennisser
- Oliver Kovačević (1974), Servisch voetballer
- Francesco Rismondo (1885–1915), soldaat
- Ivan Jurić (1975), voetballer en voetbaltrainer
- Vedran Runje (1976), voetballer
- Igor Tudor (1976), voetballer
- Ivan Leko (1978), voetballer
- Stipe Pletikosa (1979), voetballer
- Mate Bilić (1980), voetballer
- Duje Draganja (1983), zwemmer
- Blanka Vlašić (1983), hoogspringster
- Mario Ančić (1984), tennisser
- Vanja Perišić (1985), middellangeafstandsloopster
- Drago Gabrić (1986), voetballer
- Ivan Strinić (1987), voetballer
- Ivan Perišić (1989), voetballer
- Duje Čop (1990), voetballer
- Lovre Kalinić (1990), voetballer
- Franko Andrijašević (1991), voetballer
- Filip Bradarić (1992), voetballer
- Igor Bubnjić (1992), voetballer
- Marko Livaja (1993), voetballer
- Ante Rebić (1993), voetballer
- Josip Barić (1994), voetballer
- Antonio Milić (1994), voetballer
- Josip Radošević (1994), voetballer
- Josip Bašić (1996), voetballer
- Ante Roguljić (1996), voetballer
- Ante Blažević (1996), voetballer
- Nikola Vlašić (1997), voetballer
- Andrija Balić (1997), voetballer
- Albina Grčić (1999), zangeres
- Mario Vušković (2001), voetballer
- Martin Baturina (2003), voetballer
- Bruno Durdov (2007), voetballer
- Luka Vušković (2007), voetballer